# ソフピロニウム
ソフピロニウム臭化物（ソフピロニウムしゅうかぶつ、英: Sofpironium bromide、BBI-4000）は、初の原発性腋窩多汗症外用治療剤（止汗剤）。

## 概要
原発性腋窩多汗症は、外気温の上昇や体温上昇、精神的な負荷、または特に原因もなく、わきの下に、日常生活や仕事に支障をきたすほどの大量の発汗を生じる状態で、重度の場合は、A型ボツリヌス毒素（BT-A, botulinum toxin type A）製剤である「ボトックス注用」が適応承認されている。ソフピロニウム臭化物0.5%含有の「エクロックゲル」は、軽度から使用でき、原発性腋窩多汗症の適応で承認される外用剤としては、初。

## 作用機序
神経伝達物質であるアセチルコリンの作用を阻止する抗コリン剤。アセチルコリンはムスカリン受容体と結合することで汗腺から発汗を誘発すると考えられていて、ソフピロニウム臭化物は局所でムスカリン受容体M3と結合することでアセチルコリンの結合を阻害し、発汗を抑制する。ソフピロニウム臭化物は加水分解により失活するため、抗コリン剤として全身作用は起こさない。

## 適応
原発性腋窩多汗症

## 有効性・有害事象
多汗症の重症度を自覚症状から判定したHyperhidrosis Disease Severity Scale (HDSS、患者の自覚症状によって1～4の4つに分類したスコア)が3以上かつ各腋窩の発汗重量がともに50 mg/5分以上の原発性腋窩多汗症患者を対象として、実薬群（141例）と基剤群（140例）との多施設共同、ランダム化二重盲検比較試験を実施し、6週間投与時の有効性と安全性について検討を行った。
- 「治療終了時のHDSSが1又は2であり、治療終了時の両腋窩合計発汗重量のベースラインとの比が0.5以下の被験者の割合」は、基剤群36.4%に対し、実薬群で53.9%と有意に改善した(p=0.003)。
- 重篤な有害事象はなく、実薬群で被験者の5%以上で確認された有害事象は、上咽頭炎 （14.2%）、適用部位皮膚炎（8.5%）、適用部位紅斑（5.7%）。
- 実薬群で確認された抗コリン作用に関連する有害事象は口渇（1.4%）、便秘（0.7%）、散瞳（0.7%）。